# Suhorang a Pandabi
Suhorang (korejsky 수호랑, anglický přepis Soohorang) a Pandabi (korejsky 반다비, anglický přepis Bandabi) jsou oficiálními maskoty zimních olympijských her a zimních paralympijských her konaných v roce 2018 v jihokorejském Pchjongčchangu.
Suhorang je bílý tygr. Motiv vychází jednak z korejské mytologie, jednak slabika suho znamená korejsky obranu a slabika rang odkazu jednak ke korejskému názvu tygra, jednak ke korejské lidové písni Arirang, která zejména ve sportovních kontextech často hraje roli neoficiální korejské hymny.
Pandabi je medvěd ušatý. Motiv medvěda, který v Koreji přirozeně žije, opět vychází z korejské mytologie a má symbolizovat odhodlání a pevnou vůli. Zároveň je symbolem provincie Kangwon, kde se nachází dějiště her. Jméno Pandabi vychází ze dvou korejských slov: pandal, kterým se v tomto kontextu rozumí odkaz na srpkovitou („půlměsícovitou“) bílou skvrnu, kterou mají medvědi ušatí na hrudi, a slabiky bi, která znamená výkon.